# 알라리쿠스 2세

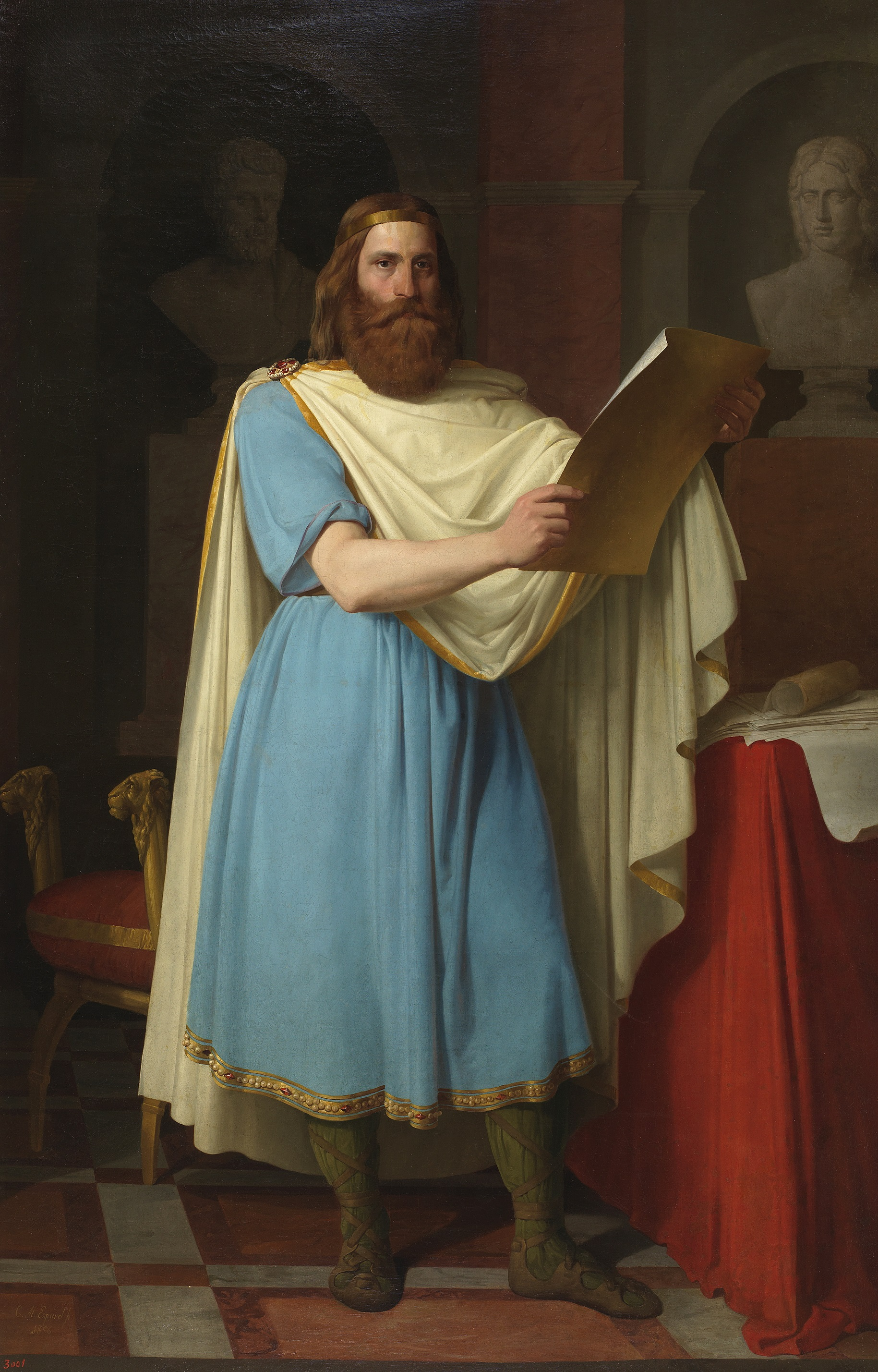

알리리크 2세(Alaric Ⅱ, ?~507년, 재위 484년~507년)는 서고트의 왕이다. 아키텐, 프로방스 지방을 영유하고, 부친 에우리크(Euric)의 가톨릭 박해 정책을 완화하였으며, 국내의 로마계 백성만을 위한 로마 법원(法源)을 편찬했다.
506년 '알라리크의 적요(摘要)' 즉 서고트 로마 법전을 반포하였으나 507년 아리우스파 신앙을 구실로 한 클로비스 휘하의 프랑크군의 침입을 초래하여 패주하던 중 살해되었다.

## 참고 자료
- 이 문서에는 다음커뮤니케이션(현 카카오)에서 GFDL 또는 CC-SA 라이선스로 배포한 글로벌 세계대백과사전의 내용을 기초로 작성된 글이 포함되어 있습니다.